# Ilvaite
L'ilvaite è un minerale di ferro. Deve il suo nome all'isola d'Elba in Toscana, dove è stata rinvenuta per la prima volta (Ilva era il nome latino dell'isola). Ottimi campioni provengono anche dal campigliese in Italia, dalla Grecia e dal Giappone.
Suoi sinonimi sono lievrite, yenite e breislaite.

## Abito cristallino
Colonnare, massivo, striato.

## Origine e giacitura
Come minerale di contatto, soprattutto in prossimità di giacimenti metalliferi.

## Forma in cui si presenta in natura
In cristalli prismatici, spesso ben terminati in cima, a sezione quadrata, lunghi anche parecchi centimetri, anche in masse raggiate.

## Caratteristiche chimico fisiche
- Densità di elettroni: 3,96 gm/cc[2]
- Indice di fermioni: 0,01[2]
- Indice di bosoni: 0,99[2]
- Fotoelettricità: 55,51 barn/elettrone[2]
- Pleocroismo: forte[3][4]
  - X: verde scuro[3]
  - Y:da giallo-bruno a bruno scuro[3]
  - Z: bruno scuro[3]
- Indice di rifrazione medio: 1,76[4]
- Conduce bene la corrente elettrica[4]
- Fonde al cannello[4]
- Viene decomposta dall'acido cloridrico concentrato con separazione di silice gelatinosa[4]
- Massima birifrangenza: δ = 0.156[3]
- Dispersione: r forte[3]

## Luoghi di ritrovamento
Isola d'Elba: la maggior parte dei campioni provengono da Taglio della Torre presso Rio Marina.
Altri ritrovamenti sono:
- Europa: Isola di Serifo in Grecia[1][4], Valle di Binn in Svizzera[1], Dannemora in Svezia[4],
  - Italia: Campiglia Marittima in Maremma[1][4], Val di Fassa[1], Predazzo[1], in Sardegna[4].
- America: South Mountain (contea di Owyhww) nell'Idaho[1], miniera si Sashta Co. in California[4] negli Stati Uniti; Isola di Vancouver[4] in Canada; nei graniti della Groenlandia[4], Herborn, Herbornseelbach e Roth a Nassau[4].

+Africa: Cap-Bou Garonne in Algeria.